# Балашовська область

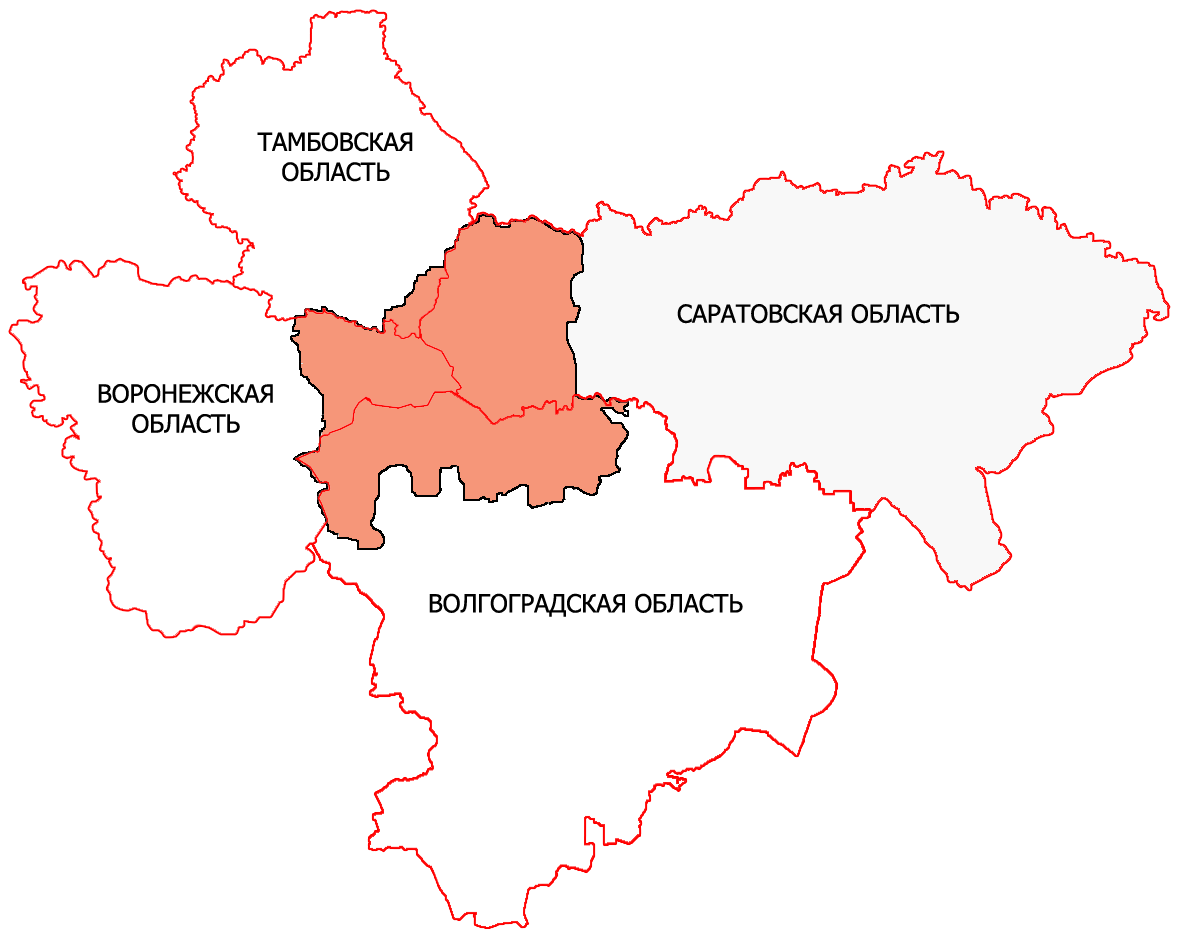
Територія Балашовської області на стику сучасних областей

Балашовська область (рос. Балашовская область) — адміністративно-територіальна одиниця у складі РРФСР, що існувала в 1954—1957. Адміністративний центр — місто Балашов.

## Історія
Область була утворена Указом Президії Верховної Ради СРСР від 6 січня 1954 року за рахунок виокремлення частини районів з Саратовської, Сталінградської, Воронезької і Тамбовської областей.
Створення області привело до значного благоустрою Балашова — у місті були заасфальтовані центральні вулиці, збудовано велику кількість житлового фонду, декілька готелів.
Скасовано Указом Президії Верховної Ради РРФСР від 19 листопада 1957.
Після скасування області велика кількість співробітників обласних установ залишилося без роботи. Для ліквідації безробіття у Балашові було побудовано слюдяний комбінат, а недовго існуючий обком КПРС і Будинок рад були переобладнані у заводські приміщення.

## Географія
Площа області дорівнювала 38 418 км². На сході область межувала з Саратовською областю, на півдні — зі Сталінградською областю, на заході — із Воронезькою і Тамбовською областями. На півночі — з Пензенською областю.